# 八美图
《八美图》（法語：8 femmes）是一部2002年由法国和意大利合拍的喜劇悬疑歌舞电影。导演是法蘭索瓦·歐容，是根据Robert Thomas的戏剧改编而成。电影的名字是8 femmes，以区别于1972年的戏剧Huit femmes。

## 劇情
故事发生在20世纪50年代的一个乡村大宅中，一家人正在和仆人们一起为圣诞节做准备。突然，大家发现主人死在床上，背后插着一把匕首，众人推测凶手一定是家里的八个女人之一。在调查过程中，每個女人都有一段故事要讲述，也有一些秘密要隱藏。
影片开头，叙宗从学校放圣诞假回来，发现母亲加比、妹妹卡特琳和坐輪椅的祖母马米都在客厅里。影片的大部分情节都发生在这里。她们的话题渐渐转到了一家之主马塞尔身上，卡特琳带头唱起了影片的第一首歌“Papa t'es plus dans le coup”。歌声惊醒了叙宗和卡特琳的姑母奥古斯蒂娜，奥古斯蒂娜与家中其他人和两名仆人（沙内尔夫人和路易丝）发生争执，最终回到楼上威胁要自杀。马米走下轮椅想要去阻止她，众人为她能走路大吃一惊，她胡乱辩解说这是“圣诞奇迹”。奥古斯蒂娜最终平靜下来，她唱起了自己的思念之歌“Message personnel”。
女仆端着托盘上楼，发现了马塞尔被刺死的尸体，她尖叫起来。卡特琳上去看发生了什么事，然后锁上了门。其他人最后都来到马塞尔的房间，看到他背部中刀。卡特琳告诉其他人在警察来之前不要破坏犯罪现场，于是她们重新锁上了门。她们意识到养的狗在事发前一晚并没有吠叫，很显然狗是认识凶手的，因此凶手一定是屋子里的某个女人。她们想要打电话报警，却发现电话线已被切断，因此她们必须亲自前往警察局。动身之前，她们发现有人在花園裡闲逛，而看门狗并没有追赶这个人。这个人原来是马塞尔的妹妹皮埃雷特，是个夜总会歌手，据说还是个妓女。当被问及来的原因时，她声称自己接到了一通神秘电话，对方告诉她哥哥已经死了。她唱着“A quoi sert de vivre libre”，对自己性生活的自由进行了评论。
众人意识到，她以前肯定来过这栋房子，所以狗才不叫，况且她一来就知道哪个房间是她哥哥的，因此她是第八个潜在的凶手。大家打算发动汽车，却发现汽车已被破坏，她们要等暴风雪平息才能获得帮助，那时方可搭便车前往镇上。她们决定花时间找出隐藏其中的那名凶手。原来，叙宗其实前一天晚上就回来了，偷偷告诉父亲她怀孕了。她对卡特琳唱了一首歌“Mon amour, mon ami”，歌颂她的爱人；然而，她却遭到了父亲的性虐待。后来我们得知，叙宗并不是马塞尔的孩子，而是加比的初恋情人的孩子，而加比的初恋情人在孩子出生后不久就被杀害了；加比每次看到叙宗，都会想起对他的爱。
怀疑的矛头又指向了管家沙内尔夫人，她前一晚的行为似乎很可疑。原来，她与皮埃雷特有染，而且皮埃雷特当晚去找过她哥哥要钱还债。当家里有些人对沙内尔夫人是女同性戀的事实感到愤怒时，她退到厨房，唱起了“Pour ne pas vivre seul”。
与此同时，我们发现马米，也就是叙宗和卡特琳“年老多病”的外祖母，不仅可以行走，而且还拥有一些价值不菲的股票，這些股票本可以使马塞尔免於破產。出于贪婪，她謊稱自己的股票被一個知道她藏在哪裡的人偷走了。焦点转移到了新来的女仆路易丝身上，大家发现她是马塞尔的情妇。她向加比示爱，但也对她的软弱和优柔寡断表示失望。她唱起了“Pile ou face”，并脱下了象征奴役的女仆帽和围裙，表明了自己与其他女人平等的身份。加比唱起了关于马塞尔的“Toi jamais”，她说马塞尔从未给予她足够的关注，而其他男人却做到了。原来，她与马塞尔的商业伙伴雅克·法诺有染，而这个男人其实也与皮埃雷特有染。两个女人在客厅的地板上大打出手，结果却变成了激情的亲热，其他人撞见这一幕都惊呆了。
最终，沙内尔夫人发现了谜底，正欲公布时卻被一聲槍響打断。虽然没有被子弹击中，她还是噤若寒蝉。卡特琳率先说出，前一天晚上她躲在父亲的衣柜里，看到其他女人都找马塞尔说过话。她解釋了這個謎團：马塞尔在她的幫助下偽造了自己的死亡，以了解家里到底发生了什么。她说马塞尔现在终于摆脱了其他女人的控制，随后衝進臥室卻目睹了马塞尔開槍自殺。马米以一曲“Il n'y a pas d'amour heureux”结束了影片，女人们手牵着手面向观众。

## 演员
- 丹妮爾·黛麗尤 饰 马米（Mamy），女家長
- 伊莎貝·雨蓓 饰 奥古斯蒂娜（Augustine），她心跳过速的女儿
- 凱撒琳·丹尼芙 饰 加比（Gaby），她的另一個女兒，受害者的妻子
- 芬妮·亞當 饰 皮埃雷特（Pierrette），受害者的妹妹
- 艾曼紐·琵雅 饰 路易丝（Louise），新来的女仆
- 维尔日妮·勒杜瓦扬 饰 叙宗（Suzon），受害者的大女兒
- 露德温·塞尼耶 饰 卡特琳（Catherine），受害者的小女兒
- 菲尔米纳·里夏尔 饰 沙内尔夫人（Madame Chanel），廚師
- 多米尼克·拉米尔 饰 马塞尔（Marcel），受害者，加比的丈夫
- 罗密·施奈德 饰 女仆的前任情妇（见于照片中）

## 曲目
1. "Papa t'es plus dans le coup" – 卡特琳等
2. "Message personnel" – 奥古斯蒂娜
3. "A quoi sert de vivre libre" – 皮埃雷特
4. "Mon amour, mon ami" – 叙宗
5. "Pour ne pas vivre seul" – 沙内尔夫人
6. "Pile ou face" – 路易丝
7. "Toi jamais" – 加比
8. "Il n'y a pas d'amour heureux" – 马米